# John Taylor (Rennfahrer, 1933)
John Malcolm Taylor (* 23. März 1933 in Leicester, East Midlands; † 8. September 1966 in Koblenz) war ein englischer Formel-1-Rennfahrer.

## Karriere
Taylor fuhr insgesamt fünf Rennen in der Automobil-Weltmeisterschaft. Sein erstes Rennen bestritt er am 11. Juli 1964 beim Großen Preis von Großbritannien für das Team FR Gerard Cars mit einem Cooper. Bei den weiteren vier Rennen, alle in der Saison 1966, startete er für das David Bridges Team mit einem Brabham BT11; beim Großen Preis von Frankreich holte er einen WM-Punkt für David Bridges.
John Taylor startete am 7. August 1966 beim Großen Preis von Deutschland auf dem Nürburgring. Bereits in der ersten Runde kollidierte er im Streckenabschnitt „Flugplatz“ mit dem Matra des Belgiers Jacky Ickx. Taylors Fahrzeug hob ab, schlitterte eine Böschung hinab und fing Feuer. Ickx, der Taylor befreite, konnte das Rennen fortsetzen. Taylor wurde zunächst ins Krankenhaus nach Adenau gebracht und kurz darauf ins Krankenhaus Evangelisches Stift St. Martin in Koblenz verlegt. Viereinhalb Wochen nach dem Unfall, als er bereits zu genesen schien, starb Taylor an einer Brandwundeninfektion.
Taylor war verheiratet und hatte einen Sohn.

## Statistik

### Statistik in der Automobil-Weltmeisterschaft
Diese Statistik umfasst alle Teilnahmen des Fahrers an der Automobil-Weltmeisterschaft, die heutzutage als Formel-1-Weltmeisterschaft bezeichnet wird.

#### Gesamtübersicht
| Saison | Team              | Chassis      | Motor                | Rennen | Siege | Zweiter | Dritter | Poles | schn. Rennrunden | Punkte | WM-Pos. |
| ------ | ----------------- | ------------ | -------------------- | ------ | ----- | ------- | ------- | ----- | ---------------- | ------ | ------- |
| 1964   | Bob Gerard Racing | Cooper T73   | Ford-Cosworth 1.5 L4 | 1      | −     | −       | −       | −     | −                | −      | −       |
| 1966   | David Bridges     | Brabham BT11 | BRM 2.0 V8           | 4      | −     | −       | −       | −     | −                | 1      | 20.     |
| Gesamt | Gesamt            | Gesamt       | Gesamt               | 5      | −     | −       | −       | −     | −                | 1      |         |

#### Einzelergebnisse
| Saison | 1 | 2 | 3 | 4  | 5   | 6 | 7 | 8 | 9 | 10 |
| ------ | - | - | - | -- | --- | - | - | - | - | -- |
| 1964   |   |   |   |    |     |   |   |   |   |    |
|        |   |   |   | 14 |     |   |   |   |   |    |
| 1966   |   |   |   |    |     |   |   |   |   |    |
|        |   | 6 | 8 | 8  | DNF |   |   |   |   |    |

| Legende  | Legende            | Legende                                                          |
| Farbe    | Abkürzung          | Bedeutung                                                        |
| -------- | ------------------ | ---------------------------------------------------------------- |
| Gold     | –                  | Sieg                                                             |
| Silber   | –                  | 2. Platz                                                         |
| Bronze   | –                  | 3. Platz                                                         |
| Grün     | –                  | Platzierung in den Punkten                                       |
| Blau     | –                  | Klassifiziert außerhalb der Punkteränge                          |
| Violett  | DNF                | Rennen nicht beendet (did not finish)                            |
| Violett  | NC                 | nicht klassifiziert (not classified)                             |
| Rot      | DNQ                | nicht qualifiziert (did not qualify)                             |
| Rot      | DNPQ               | in Vorqualifikation gescheitert (did not pre-qualify)            |
| Schwarz  | DSQ                | disqualifiziert (disqualified)                                   |
| Weiß     | DNS                | nicht am Start (did not start)                                   |
| Weiß     | WD                 | zurückgezogen (withdrawn)                                        |
| Hellblau | PO                 | nur am Training teilgenommen (practiced only)                    |
| Hellblau | TD                 | Freitags-Testfahrer (test driver)                                |
| ohne     | DNP                | nicht am Training teilgenommen (did not practice)                |
| ohne     | INJ                | verletzt oder krank (injured)                                    |
| ohne     | EX                 | ausgeschlossen (excluded)                                        |
| ohne     | DNA                | nicht erschienen (did not arrive)                                |
| ohne     | C                  | Rennen abgesagt (cancelled)                                      |
| ohne     | keine WM-Teilnahme |                                                                  |
| sonstige | P/fett             | Pole-Position                                                    |
| sonstige | 1/2/3/4/5/6/7/8    | Punktplatzierung im Sprint-/Qualifikationsrennen                 |
| sonstige | SR/kursiv          | Schnellste Rennrunde                                             |
| sonstige | *                  | nicht im Ziel, aufgrund der zurückgelegten Distanz aber gewertet |
| sonstige | ()                 | Streichresultate                                                 |
| sonstige | unterstrichen      | Führender in der Gesamtwertung                                   |

### Einzelergebnisse in der Sportwagen-Weltmeisterschaft
| Saison | Team            | Rennwagen | 1   | 2   | 3   | 4   | 5   | 6   | 7   | 8   | 9   | 10  | 11  | 12  | 13  |
| ------ | --------------- | --------- | --- | --- | --- | --- | --- | --- | --- | --- | --- | --- | --- | --- | --- |
| 1966   | Red Rose Motors | Ford GT40 | DAY | SEB | MON | TAR | SPA | NÜR | LEM | MUG | CCE | HOK | SIM | NÜR | ZEL |
| 1966   | Red Rose Motors | Ford GT40 |     |     | 6   |     |     |     |     |     |     |     |     |     |     |